# 특수강
특수강(特殊鋼) 또는 합금강(合金鋼, Alloy steel)은 탄소강의 성질을 개량하기 위하여 특수한 원소를 첨가한 강철을 부르는 말이다. 특수강은 크게 나누면 탄소강을 보다 강하게 하여 구조용(構造用)으로 쓰는 것과 특수한 용도에 알맞도록 특별한 성질로 만든 것 등 두 종류로 구분할 수 있다.

## 구조용 특수강
탄소강을 보다 질기고, 강하게 하기 위해 니켈·크롬·몰리브덴·바나듐·붕소 등을 약간 첨가하여 특수 열처리한 것으로서, 종류는 많으나 대표적인 것은 다음과 같다.
- 니켈－크롬강

자동차나 선박의 동력 전달계(系) 부분, 예컨대 톱니바퀴·동력 연접간(連接桿) 등의 큰 힘을 받는 부분에 널리 쓰이고 있으며, 구조용 특수강의 가장 대표적인 것이다.
- 니켈－크롬－몰리브덴강

니켈－크롬강에 몰리브덴을 첨가하여 열처리 방법을 보다 개선한 것이다.
- 크롬강

값비싼 니켈이 들어 있지 않기 때문에 널리 쓰이고 있다. 그리고 고탄소 크롬강은 열처리에 의해서 크게 경화(硬化)하므로, 경도가 필요한 공구나 볼베어링 등에 쓰인다.
- 크롬－몰리브덴강

크롬강에 몰리브덴을 조금 첨가해서 열처리 방법을 개선한 것으로서, 니켈－크롬강에 못지않은 특성이 있을뿐더러, 니켈이 들지 않기 때문에 가격도 싸다. 자동차·기계 부품에 널리 쓰이고 있다.

## 저합금강
| SAE 표기 | 성분                                                                                |
| -------- | ----------------------------------------------------------------------------------- |
| 13xx     | Mn 1.75%                                                                            |
| 40xx     | Mo 0.20% 또는 0.25% 또는 0.25% Mo & 0.042% S                                        |
| 41xx     | Cr 0.50% 또는 0.80% 또는 0.95%, Mo 0.12% 또는 0.20% 또는 0.25% 또는 0.30%           |
| 43xx     | Ni 1.82%, Cr 0.50% to 0.80%, Mo 0.25%                                               |
| 44xx     | Mo 0.40% 또는 0.52%                                                                 |
| 46xx     | Ni 0.85% 또는 1.82%, Mo 0.20% 또는 0.25%                                            |
| 47xx     | Ni 1.05%, Cr 0.45%, Mo 0.20% 또는 0.35%                                             |
| 48xx     | Ni 3.50%, Mo 0.25%                                                                  |
| 50xx     | Cr 0.27% 또는 0.40% 또는 0.50% 또는 0.65%                                           |
| 50xxx    | Cr 0.50%, C 1.00% min                                                               |
| 50Bxx    | Cr 0.28% 또는 0.50%, 붕소 추가                                                      |
| 51xx     | Cr 0.80% 또는 0.87% 또는 0.92% 또는 1.00% 또는 1.05%                                |
| 51xxx    | Cr 1.02%, C 1.00% min                                                               |
| 51Bxx    | Cr 0.80%, 붕소 추가                                                                 |
| 52xxx    | Cr 1.45%, C 1.00% min                                                               |
| 61xx     | Cr 0.60% 또는 0.80% 또는 0.95%, V 0.10% 또는 0.15% min                              |
| 86xx     | Ni 0.55%, Cr 0.50%, Mo 0.20%                                                        |
| 87xx     | Ni 0.55%, Cr 0.50%, Mo 0.25%                                                        |
| 88xx     | Ni 0.55%, Cr 0.50%, Mo 0.35%                                                        |
| 92xx     | Si 1.40% 또는 2.00%, Mn 0.65% 또는 0.82% 또는 0.85%, Cr 0.00% 또는 0.65%            |
| 94Bxx    | Ni 0.45%, Cr 0.40%, Mo 0.12%, 붕소 추가                                             |
| ES-1     | Ni 5%, Cr 2%, Si 1.25%, W 1%, Mn 0.85%, Mo 0.55%, Cu 0.5%, Cr 0.40%, C 0.2%, V 0.1% |

## 특수목적용 특수강

### 스테인리스 강
녹이 슬지 않는 강철·스테인리스강은 취사용구를 비롯, 일상용품에 널리 쓰이는 금속이다. 대표적인 것은 18%의 크롬, 8%의 니켈이 들어 있는 것으로서 18－8 스테인리스강이라고 불린다. 이는 평온에서도 오스티나이트 조직, 즉 면심입방형을 이루고 있으므로 자석에 붙지 않는다. 그러므로 자석에 대봄으로써 크롬 계통의 스테인리스강과는 쉽게 구별할 수가 있다. 18－8 스테인리스강이 녹슬지 않는 까닭은 물이나 공기에 닿기만 하면 곧 크롬산화물의 치밀한 피막이 생겨서 내부를 보호하기 때문이다. 그러므로 산화성이 강한 질산 등에 대해서는 매우 강하지만, 환원성인 염산 등에 대해서는 피막이 파괴되어 쉽게 침식당한다.
스테인리스강에는 크롬만을 넣고 니켈은 들어 있지 않은 크롬계 스테인리스강이란 것이 있다. 이것은 내식성에 있어서는 18－8 스테인리스강에 약간 떨어지나, 비싼 니켈 없이도 제조할 수 있기 때문에 생산가격이 싸다. 첨가되는 크롬의 양은 13% 또는 18%이며, 탄소가 적은 것은 보통의 철과 같은 페라이트 조직으로 되어 있어 강자성을 띤다. 탄소의 양이 많은 것은 담금질이 가능하며, 열처리에 의해서 마텐자이트 조직으로 변한다. 칼날이 달린 도구 등에 쓰이는 스테인리스강은 이 타입의 것으로서, 가정용품 이외에도 공업적 용도가 넓다.

### 내열강
터빈 날개나 제트엔진과 같이 고온에서 사용되는 재료는 고온에서 강도와 내산화성이 있어야 한다. 이러한 목적을 위해서 만들어진 강철이 내열강이다. 보통의 강철처럼 고온으로 가열되면 산화가 진행되어 녹이 슬기 시작하면 곤란하기 때문에, 고온에서도 산화하지 않는 것이라야 한다. 이 점에서 기본이 되는 합금은 스테인리스강과 비슷한 것이며, 여기에 고온에서 강도를 높이기 위해서 코발트·텅스텐·몰리브덴 등이 첨가한다. 예컨대 화력발전소의 증기 터빈의 익재(翼材)에는 13%의 크롬강에 몰리브덴·바나듐·붕소 등을 약간 더하여 강도를 높인 내열강이 쓰이고 있다.

### 공구강
기계공장에서는 선반이라든가 밀링(milling)·프레이즈반(fraise 盤) 따위의 공작기계가 어렵지 않게 강철을 깎고 또는 구멍을 뚫는다. 단단한 금속을 깎는 날쟁기로서 보다 강하고 또 보다 단단하여야 한다는 요구에 응할 수 있는 특수강의 일꾼을 가리켜 공구강이라고 한다. 공구라고는 하더라도 부억칼이나 목공도구의 톱이나 끌 또는 가위 등과 같은 것은 고탄소강이나 담금질한 것으로 충분하지만, 금속을 절삭하는 경우는 절삭 속도가 빨라지면 날끝에 상당한 고온이 생기므로, 열에 강하고 심한 마모에도 견디는 특성이 있는 것이라야 한다. 이러한 요구에 맞는 대표적인 것이 고속도강(高速度鋼：high speed steel) 또는 하이스라고 불리는 특수강이다. 고속도강은 10 ~ 20%의 텅스텐에 약 5%의 크롬 또는 몰리브덴, 1%의 바나듐이 들어 있으며, 이 밖에 고급품에는 코발트가 들어 있다. 고속도강은 열에 강하고 단단하며 닳지 않으므로 바이트·드릴 등 절삭용 공구로서 기계공장에서는 절대로 필요한 것이 되고 있다.

## 참고 문헌
- Smith, William F.; Hashemi, Javad (2001), 《Foundations of Material Science and Engineering》 4판, McGraw-Hill, 394쪽, ISBN 0-07-295358-6